# Приозёрный (Саратовская область)
Приозёрный — посёлок в Питерском районе Саратовской области, входит в состав Нивского муниципального образования.

## История
В 1984 году указом Президиума Верховного Совета РСФСР посёлок 2-я ферма совхоза «Малоузенский» переименован в Приозерный.

## Население
| 2002 | 2010 |
| ---- | ---- |
| 156  | ↘89  |

## Улицы
- ул. Колхозная,
- ул. Садовая,
- ул. Южная.